# Friday (película)
Friday (en España: Todo en un viernes; en Hispanoamérica: En viernes cambió vida) es una comedia cinematográfica estadounidense de 1995 dirigida por F. Gary Gray en su debut directorial. Está protagonizada por Ice Cube, quién coescribió el libreto junto a DJ Pooh y Chris Tucker en su primer rol protagónico. La cinta retrata las difíciles 16 horas en un viernes del desempleado Craig Jones (Cube) y su amigo Smokey (Tucker), quienes deben pagar US$200 a un traficante a las 10:00 de la noche.
La película es la primera entrega de la franquicia Friday y sus coprotagonistas son Nia Long, Tiny "Zeus" Lister Jr., Regina King, Anna Maria Horsford, Bernie Mac y John Witherspoon.
Mientras desarrollaban la película, Ice Cube y DJ Pooh expresaron su descontento con respecto a la representación del barrio en la película, que llegaron a verlo como demasiado violento y amenazante. Como resultado, quisieron enfatizar los aspectos positivos de la vida en el barrio y se basaron en una serie de experiencias personales al crear los personajes y los puntos de la trama. Los preparativos para la película comenzaron después de que la pareja pudo obtener fondos de New Line Cinema, quien otorgó fondos a cambio de un comediante experimentado en uno de los papeles principales. Durante el casting, Ice Cube y DJ Pooh se decidieron rápidamente por Tucker.
Friday se estrenó en cines en los Estados Unidos el 26 de abril de 1995. Recibió críticas positivas de los críticos, muchos de los cuales elogiaron las secuencias cómicas, la escritura y las actuaciones. La película también fue un éxito comercial, recaudando 28,2 millones de dólares en todo el mundo. Posteriormente ha obtenido un gran culto , inspirando un meme de Internet y varias referencias de la cultura pop. La película lanzó una franquicia de medios que incluye las secuelas Next Friday (2000) y Friday After Next (2002). Las secuelas también han ganado un estatus de seguimiento de culto a pesar de sus críticas negativas.

## Sinopsis
Craig se despierta un día después de su día libre, el día en que fue despedido de su trabajo por supuesto robo. Su amigo Smokey llega a verlo y se sientan a fumar. Era un viernes tranquilo, pero los problemas comienzan cuando el bravucón del barrio, Deebo, llega a pedirles (para quitarles) dinero y a ofrecerles (obligarlos) robar la casa de su vecino, cuya ventana estaba abierta. Los problemas se suceden cuando Big Worm, un traficante de drogas, le pide a Smokey el dinero de la droga que debería estar vendiendo pero que, en realidad, consumió con su amigo Craig (unos 200 dólares) y por lo que debe conseguir este dinero antes de las diez de la noche.

## Argumento
El viernes en el centro sur de Los Ángeles, Craig Jones (Ice Cube) está desempleado recientemente después de ser acusado de robar cajas. Pasa el rato en su porche con su mejor amigo, Smokey (Chris Tucker), un traficante de drogas travieso y ágil que vende hierba para Big Worm, el proveedor psicópata del vecindario. A lo largo del día, Craig y Smokey observan lo que sucede en su vecindario, incluida Debbie, en quien Craig está interesado.
Smokey, que ha estado fumando en lugar de vender su envío de marihuana, tiene un enfrentamiento con Big Worm. En un intento de explicar su escasez de dinero, Smokey incrimina a Craig. Big Worm amenaza con matar a Craig y Smokey si no le dan $ 200 antes de las 10:00 p. m.. Craig enfurece a Smokey por su falta de iniciativa en la venta de marihuana antes de decidir ayudar a Smokey.
Craig intenta sin éxito pedir prestado dinero a su madre Betty, su hermana Dana (quien finalmente le cuenta a su padre sobre la situación) y su novia celosa, Joi, a quien se ve engañándolo antes en la película. El padre de Craig, Willie, finalmente se entera del plan de Craig, así como del hecho de que Craig lleva un arma. Willie le dice a Craig que debería usar sus puños, en lugar de armas, para resolver sus problemas, mientras le cuenta a Craig la historia de cómo el hermano de Willie perdió la vida debido a la violencia con armas de fuego.
Smokey se dirige a la casa de Debbie y ve la bicicleta de Red, que Deebo había robado, en el césped. Se cuela y encuentra a Deebo dormida con Felisha. Smokey intenta recuperar el dinero que él y Deebo robaron de la casa de Stanley antes, pero Ezal lo interrumpe. Ambos escapan sin el dinero antes de que Deebo se despierte. Smokey solicita la ayuda de Craig para volver e intentarlo de nuevo, pero en ese momento, Deebo pasa junto a ellos con la bicicleta de Red.
Los dos notan un automóvil negro que conduce lentamente y se esconden, sospechando un posible tiroteo desde un vehículo . Asustados, corren a la habitación de Craig. Luego, después de que Willie los confronta sobre la situación con Big Worm, y con las 10:00 acercándose, Craig y Smokey deciden salir. Una vez afuera, notan una camioneta estacionada en medio de la calle con los faros apagados. Los dos huyen cuando los hombres de Big Worm comienzan a dispararles.
Mientras tanto, los vecinos salen de sus casas tras escuchar los disparos. Debbie luego se enfrenta a Deebo por agredir a Felisha, después de que Deebo acusa falsamente a Felisha del intento de robo de Smokey. Deebo finalmente ataca a Debbie, cuando llegan Craig y Smokey.
Enojado porque Deebo ha agredido a Debbie, Craig se enfrenta a él y lo amenaza con su arma. Deebo se burla de la amenaza y Willie anima a Craig a que baje el arma y pelee con las manos. Poco después, Craig y Deebo pelean. Después de casi perder, Craig gana usando varios objetos como armas (como un ladrillo y un bote de basura ). Mientras Debbie atiende a Craig, Smokey le roba el dinero que le robaron antes de un Deebo noqueado y huye de la escena. Red golpea a Deebo para asegurarse de que no se despierte, y recupera su cadena y bicicleta robadas, mientras que Ezal roba los zapatos de Deebo. Craig y Debbie acuerdan encontrarse al día siguiente y Craig rompe con Joi por teléfono.
Más tarde esa noche, Smokey se instala con Big Worm y pone fin a la disputa. Anuncia que abandona el tráfico de drogas y se va a rehabilitación. Después de colgar, Smokey mira hacia arriba, enciende un porro y cierra la película rompiendo la cuarta pared y diciéndole a la audiencia: "¡Estaba mintiendo! ¡Y lo sabes, hombre!"

## Lanzamiento
La película fue lanzada el 26 de abril de 1995. En DVD en 1996, y en Blu-ray en 2009 con modificaciones del director que la extendieron a un duración de 6 minutos más. Tuvo una reedición limitada en honor a su vigésimo aniversario, el 20 de abril de 2015.

## Reparto
| Actor                 | Personaje                                                                 |
| --------------------- | ------------------------------------------------------------------------- |
| Ice Cube              | Craig                                                                     |
| Chris Tucker          | Smokey                                                                    |
| Nia Long              | Debbie                                                                    |
| Tom Lister Jr.        | Deebo                                                                     |
| John Witherspoon      | Willie Jones                                                              |
| Anna Maria Horsford   | Betty Jones                                                               |
| Regina King           | Dana Jones                                                                |
| Paula Jai Parker      | Joi                                                                       |
| Bernie Mac            | pastor Clever                                                             |
| Faizon Love           | Big Worm                                                                  |
| DJ Pooh               | Red                                                                       |
| Anthony Johnson       | Ezail                                                                     |
| Angela Means          | Felicia                                                                   |
| Vickilyn Reynolds     | Joann                                                                     |
| Ronn Riser            | Stanley                                                                   |
| Kathleen Bradley      | Señora Parker                                                             |
| Tony Cox              | Señor Parker                                                              |
| Demetrius Navarro     | Héctor                                                                    |
| Jason Bose Smith      | Lil' Chris                                                                |
| Justin Revoner        | Chico #1                                                                  |
| Meagan Good           | Chica #2                                                                  |
| LaWanda Page          | señora que profesa la palabra de Dios                                     |
| Terri J. Vaughn       | China                                                                     |
| Yvette Wilson         | Rita                                                                      |
| WC                    | Shooter                                                                   |
| Reynaldo Rey          | padre de Red                                                              |
| F. Gary Gray          | (director del filme que tuvo un cameo) como un hombre en la tienda        |
| Michael Clarke Duncan | (cameo; no figuró en los créditos) como uno de los que juegan a los dados |